# Heinrich Wiegand (Schriftsteller)
Heinrich Wiegand (* 16. Februar 1895 in Lindenau (Leipzig); † 28. Januar 1934 in Lerici) war ein deutscher Journalist und Schriftsteller.

## Leben
Nach dem Besuch des Lehrerseminars in Leipzig-Connewitz war Wiegand von 1914 bis 1915 in Zwickau als Hilfslehrer tätig. Ab 1915 nahm er am Ersten Weltkrieg teil, bis er 1917 in englische Kriegsgefangenschaft geriet. 1919 kehrte er nach Leipzig zurück und arbeitet dort seit 1920 als Volksschullehrer sowie als Pianist für verschiedene Kabaretts.
Wiegand schrieb für verschiedene Organe Glossen und zahlreiche Konzert- und Theaterkritiken. Seit 1924 war er Mitarbeiter der Leipziger Volkszeitung. 1928 gab Wiegand den Lehrerberuf auf und war nun hauptsächlich als freiberuflicher Kulturjournalist tätig. Wiegand war mit zahlreichen Schriftstellern, darunter Walter Mehring, Joachim Ringelnatz, Max Herrmann-Neiße, Erich Weinert und Max Schwimmer bekannt. 1924 begann seine lebenslange Freundschaft mit Hermann Hesse.
Im März 1933 ging Wiegand ins Exil. Vor seinem Tod begann er noch mit der Arbeit an dem Roman „Väter ohne Söhne“.

## Schriften
- Am schmalen Rande eines wüsten Abgrunds. Gesammelte Publizistik, Leipzig : Lehmstedt, 2012
- Hermann Hesse: Briefwechsel mit Heinrich Wiegand, Berlin, Weimar : Aufbau-Verlag, 1978
- Beethoven und Schubert, Leipzig : Arbeiter-Bildungsinstitut, 1929